# Kokoppia dudichi
Kokoppia dudichi är en kvalsterart som först beskrevs av Balogh 1982.  Kokoppia dudichi ingår i släktet Kokoppia och familjen Oppiidae. Inga underarter finns listade i Catalogue of Life.